# Technomyrmex moerens
Technomyrmex moerens är en myrart som beskrevs av Santschi 1913. Technomyrmex moerens ingår i släktet Technomyrmex och familjen myror.

## Underarter
Arten delas in i följande underarter:
- T. m. moerens
- T. m. nigricans

## Bildgalleri

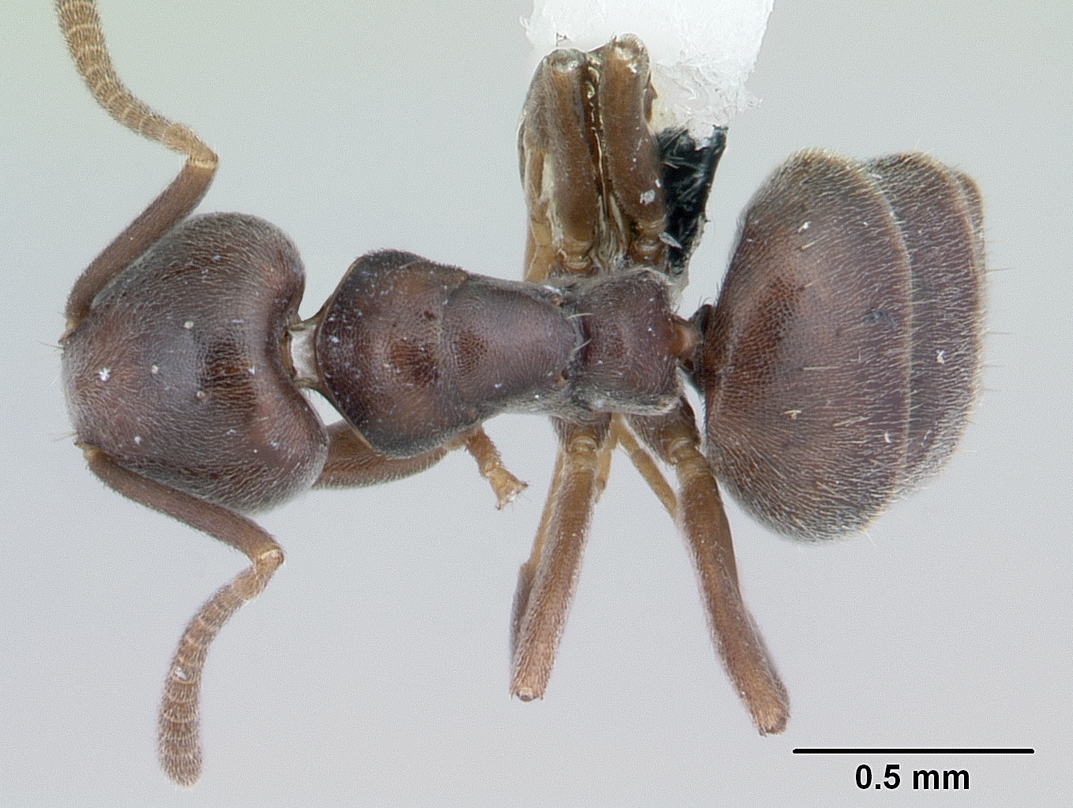
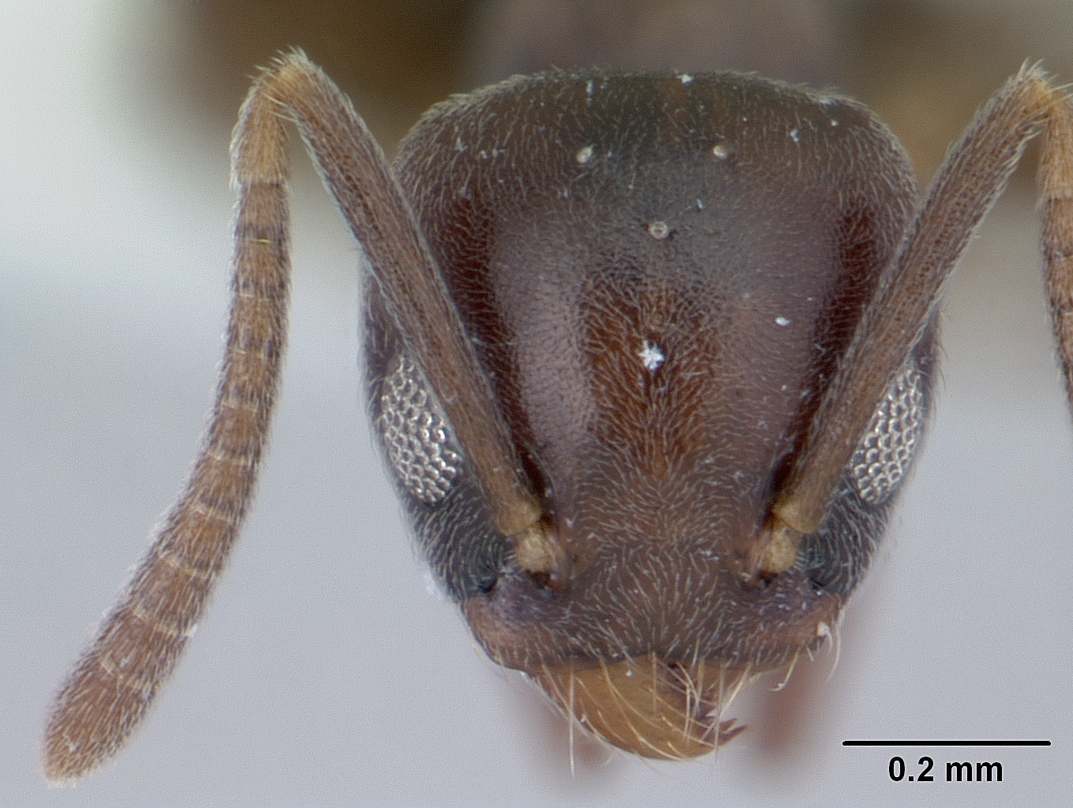
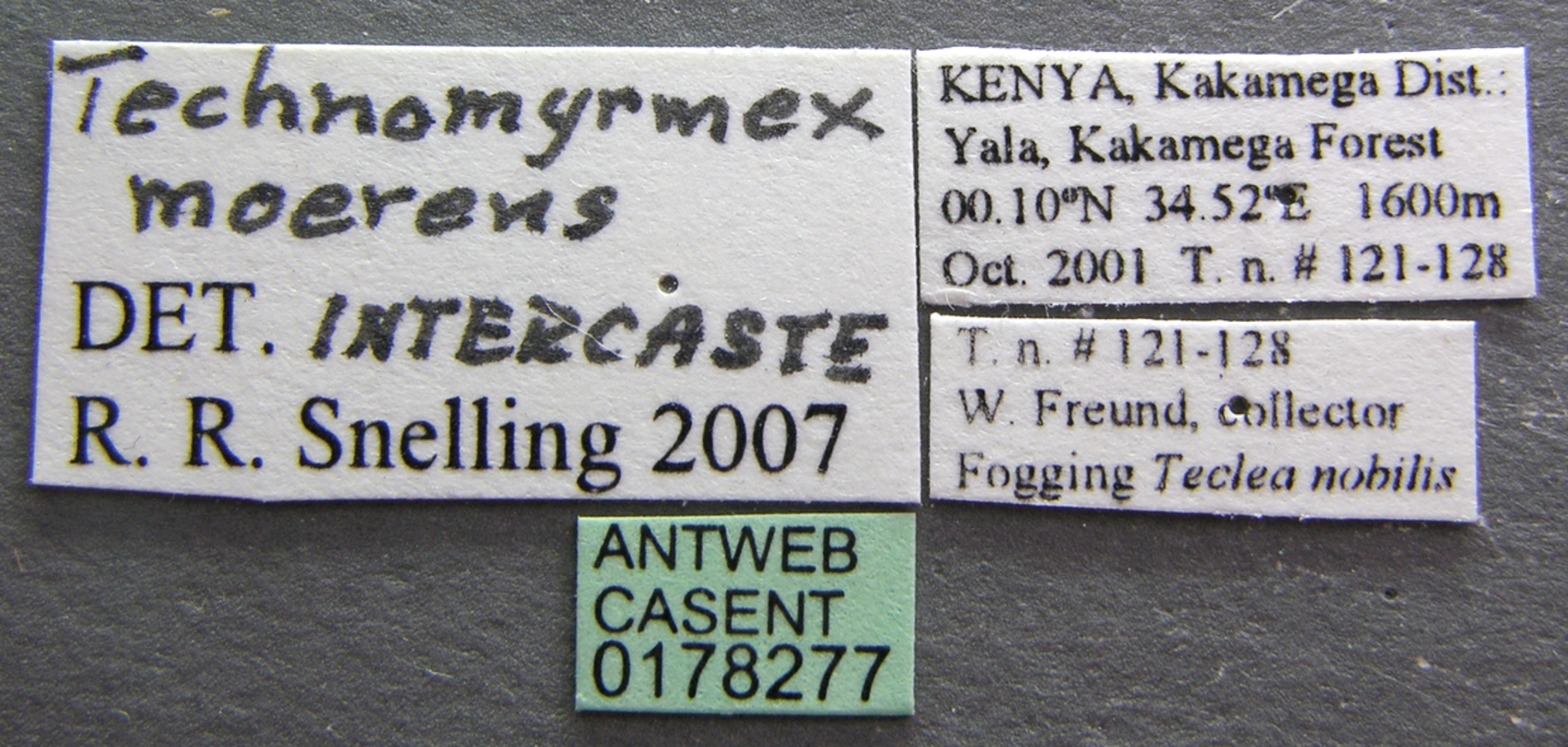
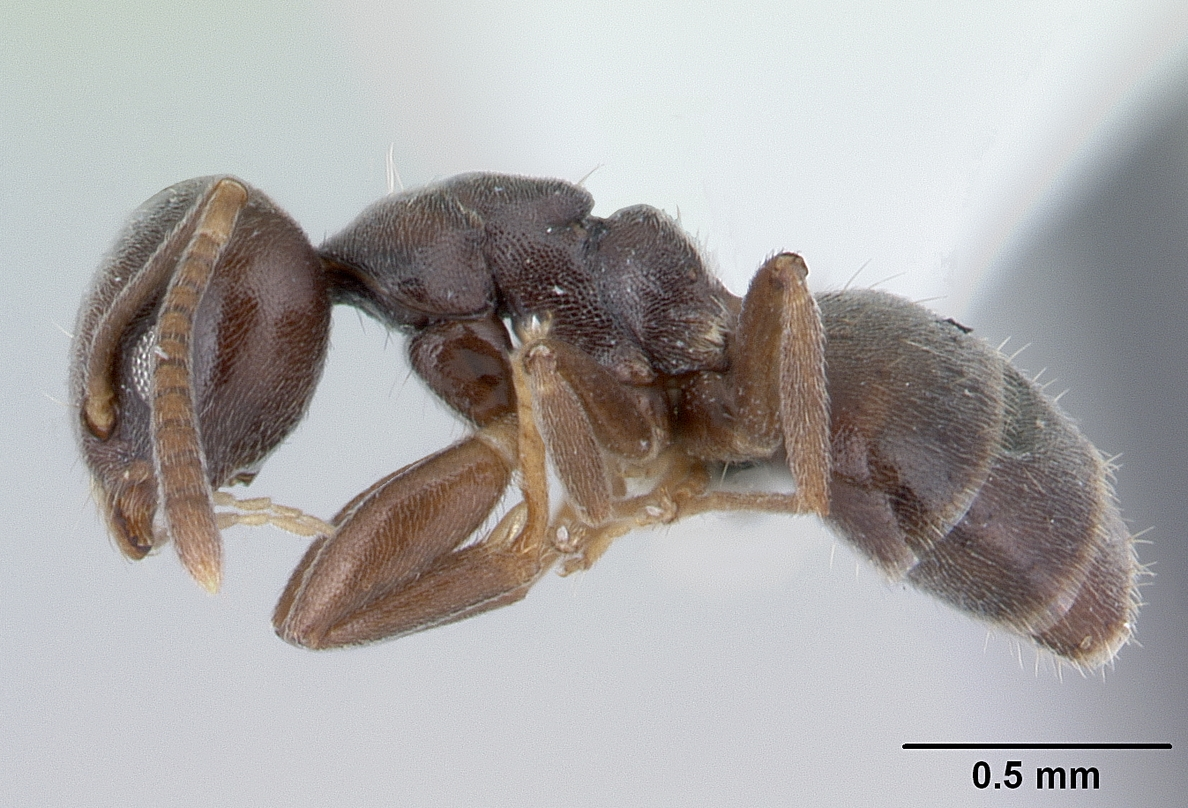
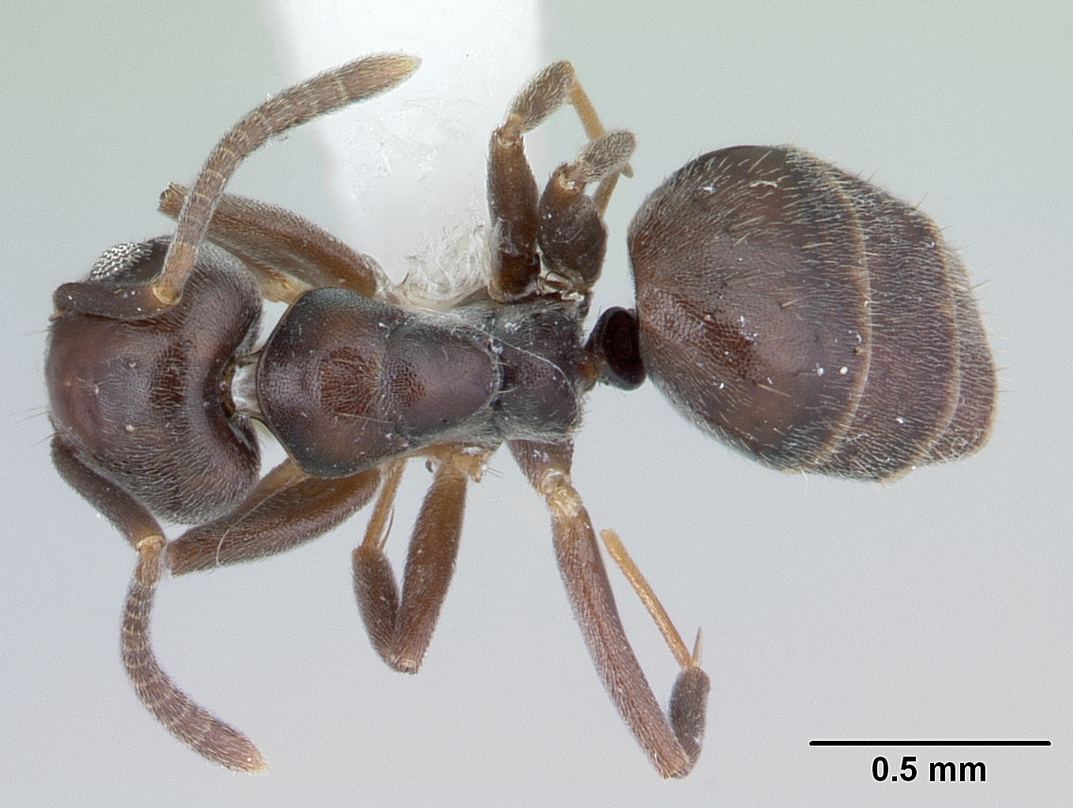
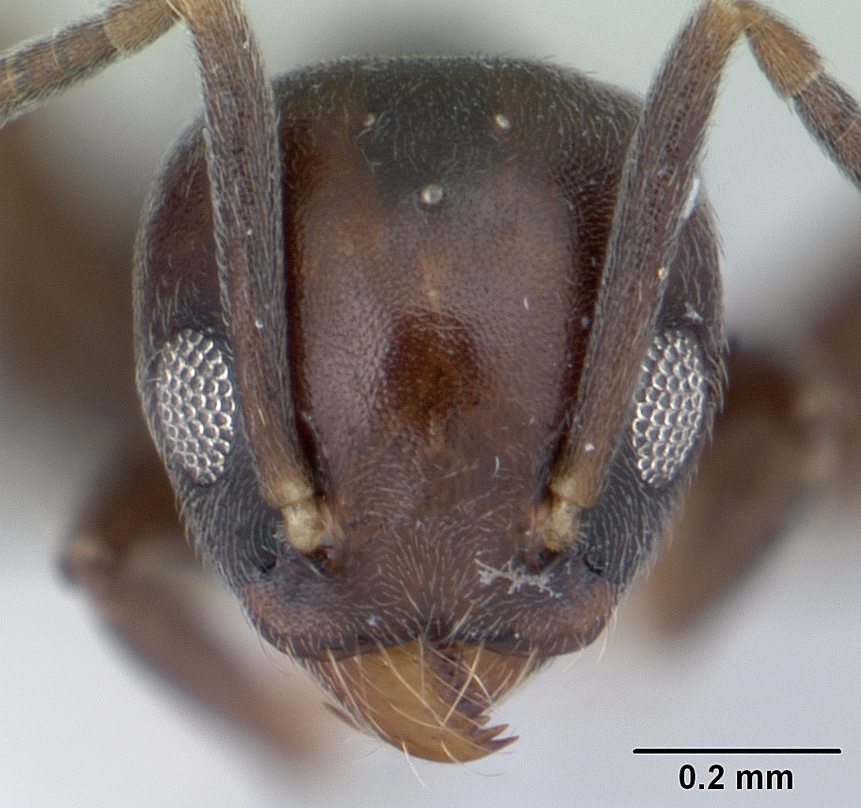